# Saheb Sarbib
Saheb Sarbib (nascimento 1944) Contrabaixista e bandleader de jazz americano, nascido em Portugal de origem francesa/argelina. Sarbib toca também outros instrumentos, nomeadamente piano.

## Biografia
Saheb Sarbib, com nome de batismo Jean Henri Sarbib, é um luso-francês e cresceu em Portugal. O seu pai foi Roger Sarbib um respeitado pianista francês e inovador do estilo Big Band em Portugal nos anos 40 e 50, também pianista de ícones da canção francesa como Edith Piaf, Charles Trenet ou Maurice Chevalier. É irmão do pianista de jazz português André Sarbib.
Em 1968 Sarbib faz parte, ainda que por pouco tempo, do Quinteto Académico, e mais tarde do Trio Barroco, com Pedro Osório e Luís Villas-Boas
Entre 1973 e até cerca de 1977, Sarbib liderou os seus próprios grupos em França; Daunik Lazro, François Jeanneau, Muhammad Ali, e Mino Cinélu estão entre os que tocaram com ele como sideman. Na Europa aproximou-se de Cecil Taylor e actuou com Cecil e com Archie Shepp.  Entre 1977 e 78 mudou-se para Nova York, onde liderou pequenos grupos, que se movimentaram na cena avant-gard post-jazz, com excelente aceitação pela critica.
Em Nova York lidera também uma original Big Band chamada "Multinacional Big Band", incluindo sidemen como Roy Campbell, Jack Walrath, Art Baron, Talib Kibwe, Joe Ford, Jemeel Moondoc, Richard Baratta, Paul Nebenzahl, Mark Whitecage, Dave Hofstra, Booker T., Joe Lovano, Paul Motian, Rashied Ali, e Kirk Lightsey.
Situando-se como um dos mais originais compositores e arranjadores da geração "post-jazz", a sua música para big band inclui o "Concerto for Rahsaan", de 34 minutos, estreado ao vivo no Public Theater (outubro de 1980), e a suite de quatro movimento "Aisha, off Aisha" (Agosto de 1981).
Saheb também tocou contrabaixo para o saxofonista Archie Shepp incluindo o seu álbum de 1984 "Down Home New York" juntamente com Charles McGhee no trompete, Kenny Werner no piano, e Marvin "Smitty" Smith na bateria.
Colaborou com o grupo de improvisação avant-garde português Telectu de Jorge Lima Barreto, tocando várias vezes com o duo, incluindo na primeira edição do Festival de Jazz de Lisboa. Em 1077 foi gravado o álbum "Encounters", e em 1989 o grupo gravou "Encounters II / Labirintho 7.8", o qual foi registado em Nova York e, mais tarde, completado em 1990 no Porto.
O álbum Aisha aparece incluído em algumas listas dos melhores álbuns de jazz e de jazz avant-garde e free jazz.
Sarbib retirou-se da música em finais dos anos 80 (ou início de 90). Actualmente é negociante de arte e antiguidades, marido e pai, no norte do estado de Nova york.

## Discografia

### Como Lider
- 1974: Evil Season [4]
- 1976: Live In Europe Vol 2 Marge[5]
- 1976: A Blessing For Joseph Dejean,[4]
- 1979: UFO! Live On Tour Cadence Jazz (publicado em 1981)
- 1980: Live at the Public Theater (Multinational Big Band) Cadence Jazz [6]
- 1981: Aisha (Multinational Big Band) Cadence Jazz [6]
- 1981: Seasons Soul Note
- 1982: Jancin' at Jazzmania Jazzmania
- 1984: It Couldn't Happen Without You Soul Note with Joe Ford, Joe Lovano soprano, Pete Chavez tenor, Kirk Lightsey piano , Rashied Alidrums

### Como sideman
With Jorge Lima Barreto
- 1077 Encounters Alvorada [4][7][8]
- 1990: Encounters II / Labirintho 7.8 Mundo da Canção [7]

With Archie Shepp
- 1984 Down Home New York Soul Note